# Percy Edward Raymond
Percy Edward Raymond (* 30. Mai 1879; † 17. Mai 1952 in Cambridge (Massachusetts)) war ein US-amerikanischer Paläontologe.

## Biographie
Raymond wuchs in New Canaan (Connecticut) auf. Er war nach dem Abschluss des Studiums an der Cornell University (1902) von 1904 bis 1910 Assistenz-Kurator für Wirbellosen-Paläontologie am Carnegie Museum in  Pittsburgh. Danach war er beim Geological Survey of Canada und ab 1912 Assistant Professor für Paläontologie an der Harvard University und Kurator an deren Museum. 1917 wurde er in die American Academy of Arts and Sciences gewählt. 1919 erhielt er in Harvard eine volle Professur und 1945 wurde er emeritiert.
1934 war er Präsident der  Paleontological Society.
Er forschte unter anderem zu  Trilobiten. 1913 benannte er die Superfamilien Condylopygoidea und Eodisoidea und die Familien Condylopygidae und Eodiscidae. Die Trilobiten-Familie der Raymondinidae (Clark 1924) ist nach ihm benannt.
Er war Zinnsammler, veröffentlichte über Zinn und Mitgründer des Pewter Club of America und deren erster Präsident.

## Schriften
- The genera of fossil conchostraca – an order of bivalved crustacea. Bulletin of the Museum of Comparative Zoology at Harvard College, Band 96, 1946, S. 217 – 307, 6 pl.
- On the genera of the Eodiscidae. The Ottawa Naturalist 27, 1913, S. 101–106.